# Racismo en Cuba

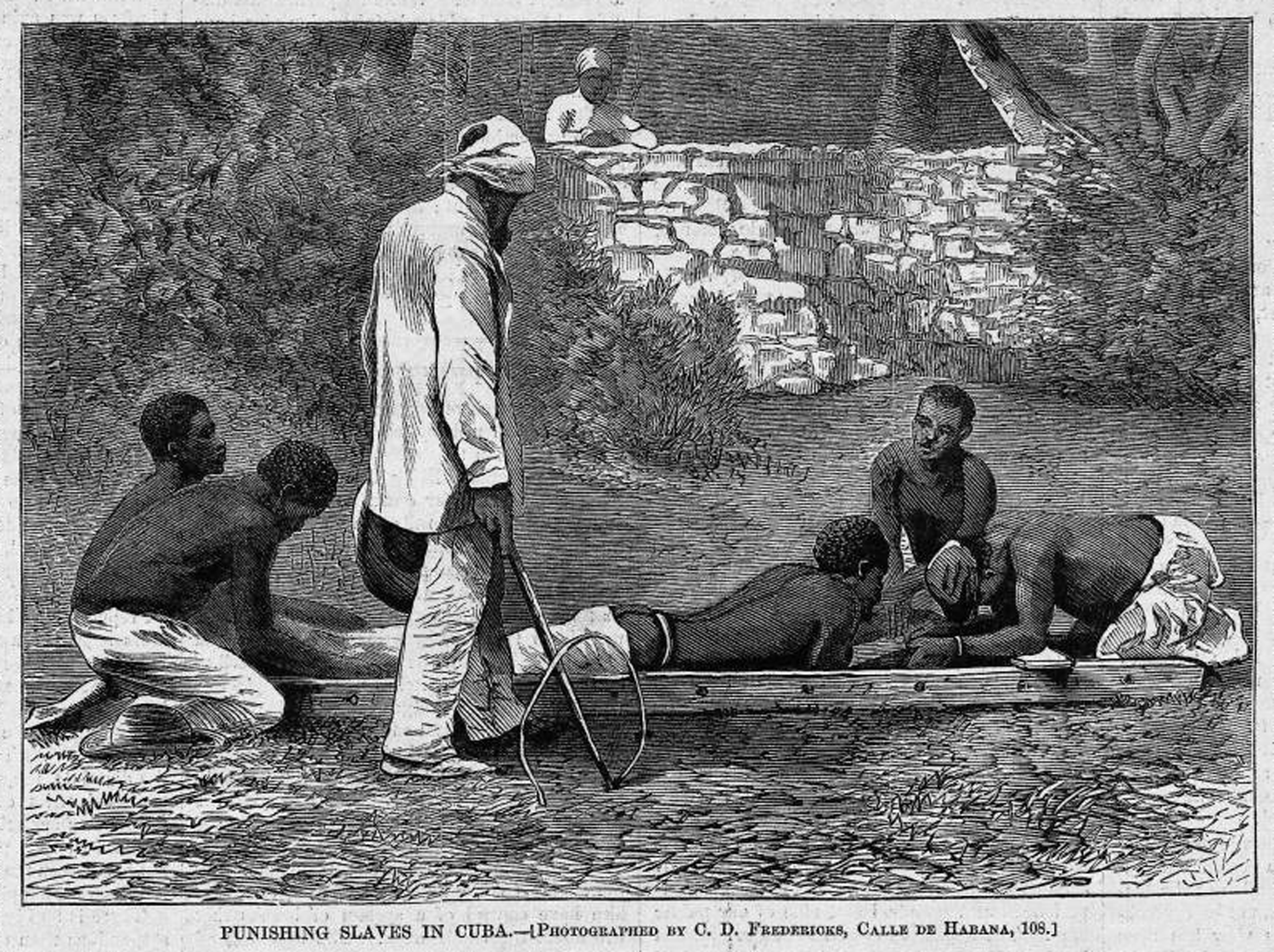
Castigo a los esclavos en Cuba, atándolos a una escalera durante el Año del Cuero.

El racismo en Cuba es un fenómeno social que ha sido expresado de distintas formas dentro de la sociedad cubana a lo largo de su historia, con actitudes de discriminación racial y étnica hacia grupos minorizados o marginalizados en diferentes áreas de la vida nacional.

## Antecedentes
En la actualidad y bajo de un punto de vista jurídico-legal, siguiendo los principios políticos de igualdad, el debate sobre el racismo en la isla fue descartado por las autoridades gubernamentales, convirtiéndose en un tema tabú a nivel de políticas públicas, quienes lo asumieron como una conducta propia del capitalismo y del pasado colonial español de Cuba. Desde 1959 y con el establecimiento de la Revolución cubana liderada por Fidel Castro, durante décadas se implantó la idea de que el racismo es inexistente en Cuba, siendo visto como un problema externo y foráneo que desapareció en el país insular, como parte del ideario de los principios del Partido Comunista de Cuba que pretendían crear una armonía racial dentro de las políticas socialistas de igualdad social, con el objeto de desarrollar una ideología formidable de identidad nacional y de establecer una correlación entre el fin del racismo con el establecimiento de la Revolución.
En marzo de 2021 y en el contexto de las celebraciones del Día Internacional de la Eliminación de la Discriminación Racial, el presidente cubano, Miguel Díaz-Canel, informó sobre la implementación de un Programa nacional contra el racismo y la discriminación racial, reconociendo asimismo la existencia de actitudes racistas en el país, aunque dándole una connotación de «vestigio de discriminación».

## Discriminación hacia los afrocubanos

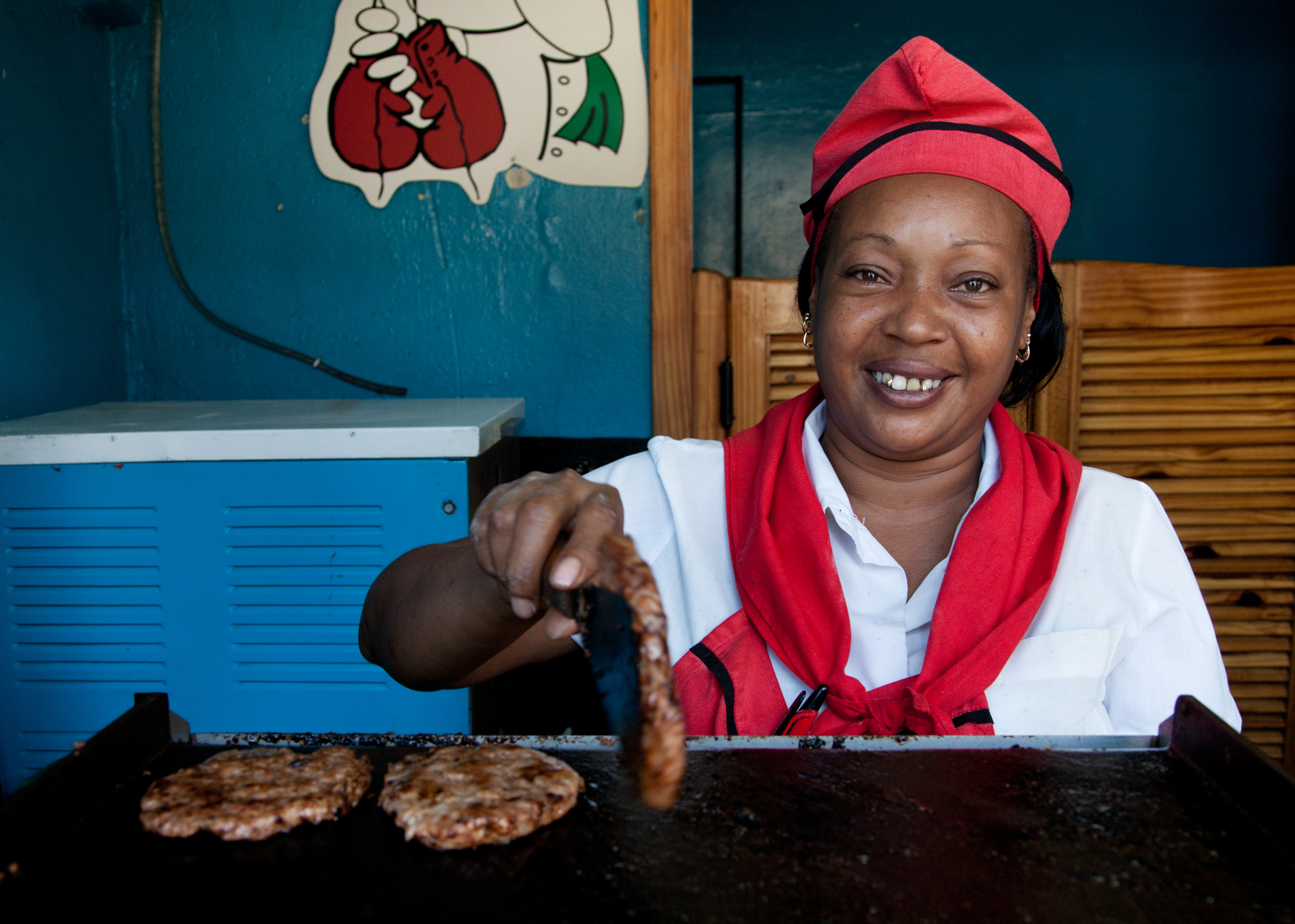
Mujer afrocubana vendedora de hamburguesas frente al Capitolio de La Habana

A nivel social es común tener una visión eugenésica de los matrimonios interraciales: si una mujer blanca mantiene públicamente una relación afectiva con un negro o mulato, se le dice vulgarmente que «petrolea» o «quema petróleo» — en alusión peyorativa al color oscuro del combustible fósil—, mientras que el hombre «adelanta [mejora] su raza».
De acuerdo a las palabras de Raúl Castro pronunciadas en su discurso de salida en 2018 previo a dejar la presidencia, reconoció que había sido difícil hasta ese entonces contratar a personas de raza negra como presentadores de televisión en Cuba, además de la elección en altos cargos y posiciones de poder político.
El Movimiento San Isidro, el cual forma parte de la denominada disidencia cubana, a través de cantantes de hip hop y rap se han manifestado acusando una marginalización y represión policial, en especial hacia los artistas y jóvenes de origen afrocubano.